# Nickelmonosilicid
Nickelmonosilicid ist eine intermetallische Verbindung zwischen Nickel und Silicium. Anwendung findet Nickelmonosilicid in der Halbleitertechnik als Teil von ohmschen Kontakten und niederohmigen metallischen elektrischen Verbindungen auf Polysilicium bzw. Silicium. In dieser Funktion wird es in der 90-nm-Technologie und kleineren Technologieknoten eingesetzt und löste Cobaltdisilicid ab.

## Herstellung
Nickelmonosilicid kann durch Beschichtung einer Nickelschicht auf Silicium mit anschließendem Glühen hergestellt werden. Im Fall von Nickelfilmen mit Dicken über 4 nm ist der Phasenübergang gegeben mit Ni2Si bei 250 °C gefolgt von NiSi bei 350 °C und NiSi2 bei ungefähr 800 °C.
Für Nickelfilme mit einer Dicke von unter 4 nm wird ein direkter Phasenübergang von orthorhombischem Ni2Si zu epitaxischem NiSi2-x beobachtet. Nickelmonosilicid wird in diesem Fall übersprungen.

## Eigenschaften
Nickelmonosilicid kristallisiert bei Umgebungsdruck in der MnP-(B31)-Struktur mit der Raumgruppe Pnma (Raumgruppen-Nr. 62) und besitzt ein reichhaltiges Phasendiagramm.

## Verwendung
Mehrere Eigenschaften, unter anderem der geringe spezifische Widerstand von 13–14 μΩ·cm und ein, verglichen mit alternativen Materialien wie Cobaltdisilicid, geringer Siliciumverbrauch, machen NiSi zu einem wichtigen Kontaktmaterial im Feld der Mikroelektronik im Bereich 90-nm-Technologie und kleiner.